# 조이 (살레르노현)
조이(이탈리아어: Gioi)는 이탈리아 캄파니아주 살레르노도에 위치한 코무네다.

## 계보학 프로젝트
치렌토의 유전학 지역과 발로디디아노 프로젝트는 2000년에 세워졌으며, 캄포라와 조이, 카르딜레의 주민들에 주목했다. 마을과 교회의 기록을 사용하여, 5000명이 넘는 350년간의 기간이 담긴 족보가 만들어졌다.

## 같이 보기
- 치렌토
- 살레르노도
- 캄파니아
- 이탈리아